# Барон Макэндрю
Барон Макэндрю из Ферт-оф-Клайда — наследственный титул в системе Пэрства Соединённого королевства. Он был создан 8 декабря 1959 года для шотландского юнионистского политика, сэра Чарльза Макэндрю (1888—1979). Он заседал в Палате общин от Килмарнока (1924—1929), Глазго Патрика (1931—1935), Бьюта и Северного Эйршира (1935—1959), а также занимал должность председателя путей и средств (1951—1959). 
По состоянию на 2024 года носителем титула являлся его правнук, Оливер Чарльз Макэндрю, 4-й барон Макэндрю (род. 1983) — сын Кристофера Энтони Колина Макэндрю, 3-го барона Макэндрю (1945—2023), который сменил своего отца в 2023 году.

## Бароны Макэндрю (1959)
- 1959—1979: Чарльз Глен Макэндрю, 1-й барон Макэндрю (13 января 1888 — 11 января 1979), старший сын Фрэнсиса Глена Макэндрю (1854—1908)[1];
- 1979—1989: Колин Невил Глен Макэндрю, 2-й барон Макэндрю (1 август 1919 — 9 июля 1989), старший сын предыдущего[2];
- 1989—2023: Кристофер Энтони Колин Макэндрю, 3-й барон Макэндрю (16 февраля 1945 — 3 марта 2023), старший сын предыдущего[3][4];
- 2023 — настоящее время: Оливер Чарльз Макэндрю, 4-й барон Макэндрю (род. 3 сентября 1983), единственный сын предыдущего[5];
  - Наследник титула: достопочтенный Арчи Чарльз Уилбур Макэндрю (род. 2 мая 2017)[6].